# テーブルゲーム

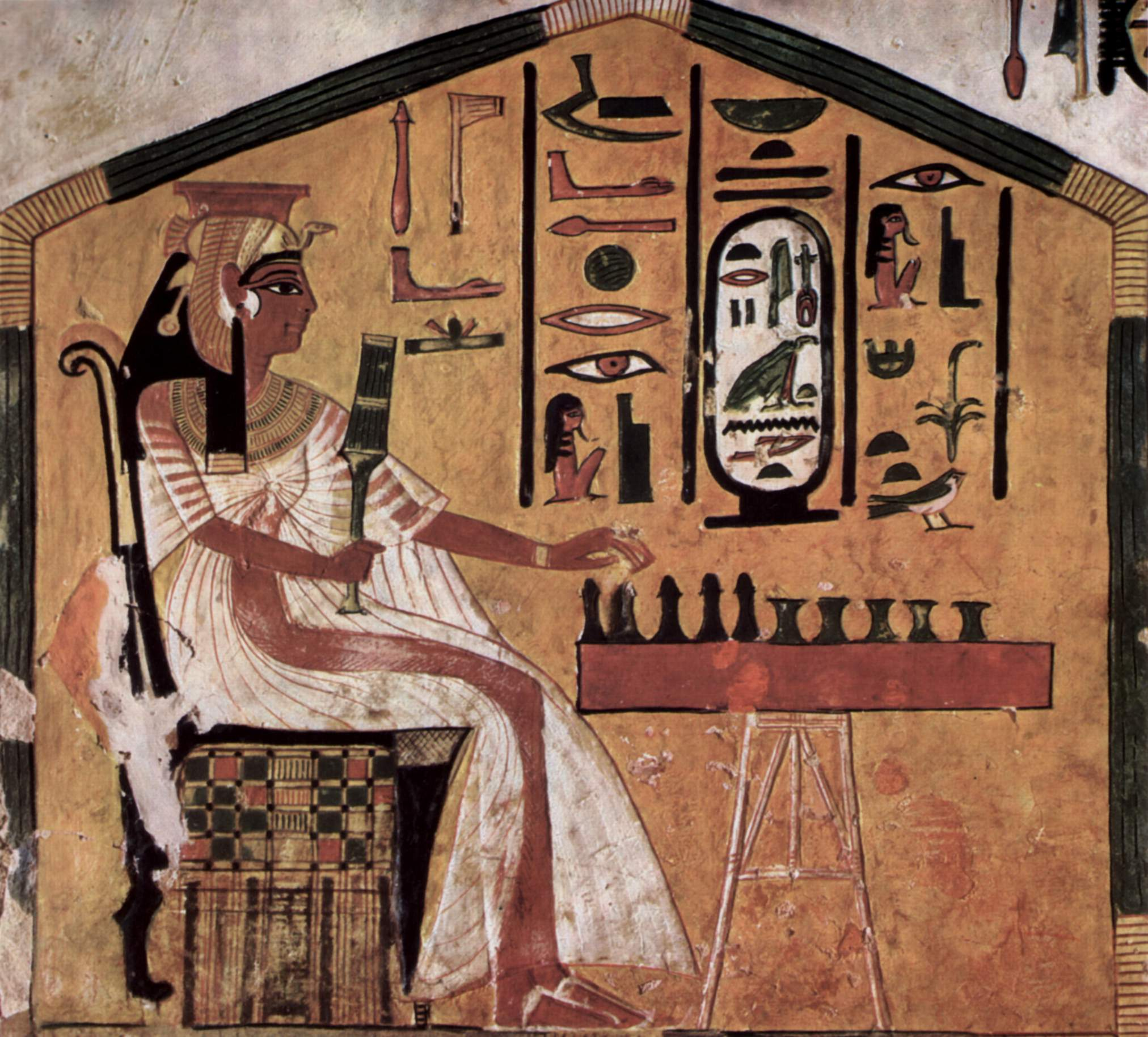
テーブルゲーム

テーブルゲームは、プレイヤーが実際にテーブルを囲んで行うタイプのゲームの総称。狭義のボードゲームおよびカードゲームなどを含む。
コンピュータゲームに対して、実際の人間が行うゲームを指してこの語を用いる場合もあり、これらのテーブルゲームをコンピューターゲーム上で表現したものの総称を（コンピューターゲームの一分類として）指す場合もある。その際、TBLという略表記も用いられる。
アナログゲームと呼ばれることもあるが、こちらはテーブルゲームよりも更に広義である。

## 形式による分類
厳密な分類ではなく、これらの境界にあたるゲームも多数存在するが、便宜的によく使われる分類である。
- ボードゲーム - ボード（盤）とコマ（駒）を主体とするゲーム。囲碁、将棋、オセロ、チェス、バックギャモン、双六など。
- カードゲーム - カードを主体とするゲーム。トランプ、花札、UNOなど。
- タイルゲーム - タイル（牌）を使うゲーム。本質的にはカードゲームと同じである。麻雀、ドミノなど。
- ダイスゲーム - サイコロを主体とするゲーム。ちんちろりん、丁半、ブラフ、すごろくなど。
- 立体ゲーム - 特定の形状をしたギミックが主体となるゲーム。ジェンガ、黒ひげ危機一発など。

## テーマによる分類
「アブストラクトゲーム」を除き、ゲームで再現しようとするテーマは多岐に渡る。以下に主なものを挙げる。
- スポーツゲーム - 野球、サッカーなどのスポーツをテーマにしたゲーム。野球盤など。
- 経済ゲーム - 会社経営などをテーマとし、ゲーム内でお金を稼ぐことを目的としたゲーム。モノポリー、人生ゲームなど。
- 戦争ゲーム
- SFゲーム
- ファンタジーゲーム
- 鉄道ゲーム
- その他 - 探検、推理、建設、おとぎ話、などいろいろなテーマがありうる。

- アブストラクトゲーム - 具体的なテーマは無く、抽象性の高いゲーム。

## 内容による分類
その他、ゲームシステムや内容により、よく使われるジャンル名である。下記のそれぞれが対等に並列されるわけではない。
- シミュレーションゲーム - 戦争などの状況を出来るだけ現実的に再現した上で勝敗を競うか、あるいは再現そのものを楽しむゲーム。

- ロールプレイングゲーム（テーブルトークRPG） - 何らかの役目を課せられた仮想人物を操演し、司会・審判役を交えて対話によって進行するゲーム。ダンジョンズ&ドラゴンズなど。

- ギャンブルゲーム - 偶然性を含み、賭けの要素の強いゲーム。ルーレットなど。

- トレーディングカードゲーム - プレイヤーがそれぞれにカードを集め、集めたカードを使って対戦する形式のカードゲーム。

## テーブルゲームシミュレーター
- アソビ大全シリーズ
  - だれでもアソビ大全 (ニンテンドーDS)
  - 世界のアソビ大全51 (Nintendo Switch)
- Tabletop Simulator（英語版）
- Tabletopia（英語版）